# Hotel Zagorje
Hotel Zagorje roman je hrvatske književnice Ivane Bodrožić. Objavljen je 2010. u izdanju nakladničke kuće Profil.
Temelji se na autobiografskoj imaginaciji, vremenski pokriva razdoblje od 1991. godine – prije bitke za Vukovar, za vrijeme nje i nakon njezina kraja – do 1999. te prati život devetogodišnje djevojčice koja bez roditelja odlazi iz grada, a brat i majka naknadno joj se pridružuju u prognaništvu u Hotelu Zagorje u Kumrovcu.
U glasu infantilna pripovjedača roman oslikava život u izbjeglištvu, nestanak oca, getoizaciju prognanika iz Vukovara u bivšem elitnom partijskom učilištu u Kumrovcu (Hotelu Zagorje), školovanju u Zagrebu i odnosu šireg društva prema prognanicima.
Bodrožić je za roman osvojila nagrade Kiklop Pulskoga sajma knjiga, Kočićevo pero (Banja Luka, Beograd), Josip i Ivan Kozarac (Vinkovci) i Prix Ulysse (Francuska, Korzika). Godine 2020. Gradsko dramsko kazalište Gavella priredilo je predstavu prema romanu koja je proglašena njihovom najboljom predstavom u 2020. godini.